# Grevillea dryandri
Grevillea dryandri är en tvåhjärtbladig växtart. Grevillea dryandri ingår i släktet Grevillea och familjen Proteaceae.

## Underarter
Arten delas in i följande underarter:
- G. d. dasycarpa
- G. d. dryandri